# Kanjuruhan-Stadion
Das Kanjuruhan-Stadion ist ein Fußballstadion mit Leichtathletikanlage in der indonesischen Stadt Kepanjen im Regierungsbezirk Malang, Provinz Jawa Timur, auf der Insel Java. Die Anlage hatte ein Fassungsvermögen von 42.449 Zuschauern und ist die Heimspielstätte der Fußballvereine Arema Malang und des Persekam Metro FC. Die Sportstätte wurde nach dem Baubeginn 1997 am 9. Juni 2004 eröffnet und ist Eigentum des Regierungsbezirks Malang. Betrieben wird die Sportanlage von Arema Malang.

## Stadionkatastrophe im Oktober 2022
Am 1. Oktober 2022 kam es nach dem sogenannten Ostjava-Superderby (Derbi Super Jawa Timur) zwischen dem Gastgeber Arema Malang und dem Erzrivalen Persebaya Surabaya zu einem Platzsturm. Surabaya hatte das Derby gewonnen und verärgerte Anhänger der Heimmannschaft stürmten daraufhin den Platz, um Persebaya-Spieler und Sicherheitskräfte zu attackieren. Daraufhin setzte die Polizei Tränengas ein, das sie sowohl auf die randalierenden Fans als auch auf die Tribüne schoss, wodurch dort eine Panik ausbrach. Mindestens 135 Menschen kamen dabei ums Leben. Weitere 583 Personen wurden verletzt.
Am 18. Oktober 2022 gab Staatspräsident Joko Widodo, nach einem Treffen mit FIFA-Chef Gianni Infantino bekannt, dass das Kanjuruhan-Stadion abgerissen und mithilfe der FIFA, nach deren Anforderungen, neu aufgebaut werden soll.
Mitte Januar 2025 wurden die Renovierungsarbeiten am Stadion abgeschlossen, dies bestätigte der indonesische Minister für öffentliche Arbeiten, Dody Hanggodo. Die Arbeiten an den indonesischen Stadien wurden vom nationalen Fußballverband Persatuan Sepak Bola Seluruh Indonesia (PSSI) und dem Weltverband FIFA überwacht. Es wurde eine Evakuierungssimulation durchgeführt, um das Stadion auf Notsituationen vorzubereiten. Indonesien stellte aus dem Staatshaushalt 180 Millionen US-Dollar für rund 20 Fußballstadionprojekte bereit, davon 30 Millionen US-Dollar für das Kanjuruhan-Stadion. Die Spielstätte ist für Notfälle ein siebenminütiger Evakuierungsprozess eingerichtet. Es verfügt jetzt über 16 ausgewiesene Sitzplätze für Behinderte. Die Renovierung ist nach Rücksprache mit Überlebenden der Katastrophe und den Familien der Verstorbenen erfolgt. Im Mai und Dezember 2024 waren Delegationen der FIFA zu Begutachtungen zu Gast. In Folge des Unglücks wurden im März 2023 zwei Funktionäre wegen ihrer Rolle bei der Katastrophe zu Gefängnisstrafen verurteilt. Außerdem wurde ein Polizeibeamter zu einer Gefängnisstrafe von 18 Monaten verurteilt.